# Supiori
Supiori (alte Schreibweise Soepiori) ist eine Insel der Schouten-Inseln und Regierungsbezirk (indonesisch Kabupaten) in der indonesischen Provinz Papua. Sie liegt in der Cenderawasih-Bucht westlich von Biak und ist im Osten von dieser durch eine nur wenige Meter breite Meeresenge, die Teluk Surendidori, getrennt.
Die Insel ist etwa 40 km lang und durchschnittlich 25 km breit. Die Fläche beträgt 659 km². Supiori ist hügelig und in weiten Gebieten von tropischem Regenwald überzogen. Von diesem Urwaldareal sind große Teile als Naturschutzgebiet ausgewiesen. Die höchste Erhebung ist 1034 m hoch. Der Boden besteht hauptsächlich aus Korallenkalk. Die Hauptorte der Insel sind Korido an der Südküste und Yenggarbun an der Nordküste. Südlich von Supiori liegen die winzigen Koralleninseln Aruri (Insumbabi) und Rani. Vor 1963 war die Insel Teil von Niederländisch-Neuguinea und gehörte zum Teilbezirk Schouten-Inseln, Bezirk Geelvinkbaai.